# Отчаянно ищу Хелен
Отчаянно ищу Хелен (англ. Desperately Seeking Helen) — документальный фильм 1998 года, снятый Эйшей Марджарой и выпущенный Канадским национальным управлением кинематографии.
В фильме рассказывается о жизни звезды Болливуда Хелен, а также обсуждается процесс самопознания Марджары. Марджаре нравилась Хелен в детстве, и она заявила: «Хелен — это проводник в моё детство — в мои отношения с матерью, в мою борьбу с анорексией и в катастрофу Air India, унёсшую жизни моей матери и сестры». Джерри Пинто, автор книги «Хелен: жизнь и времена H-бомбы», написал, что фильм «в равной степени о восприятии Хелен Эйшей Марджарой и о самой Хелен». В «Отчаянно ищу Хелен» используется музыка на хинди.
Фильм рассказывает о сложностях в отношениях между Марджарой и её матерью, Девиндер. У Марджары сложилось впечатление, что её мать неспособна сбалансировать культуру Канады и Индии, и Девиндер была более женственной и традиционной по сравнению с дочерью. В фильме также обсуждается катастрофа рейса 182 авиакомпании Air India в 1985 году, в результате которого погибли Девиндер и Сима, одна из сестёр Марджары.
Д. Б. Джонс, автор книги «Brave New Film Board», написал, что режиссёр «граничит с жалостью к себе и часто кажется эгоцентричной, но она также может быть предельно честной по отношению к себе». Сабина Гадихоке, автор книги «Секреты и внутренние голоса: личность и субъективность в современном индийском документальном кино», написала, что этот «глубоко личный» фильм «не совсем вписывался в популярные концепции документального кино», поскольку имел «фиктивную структуру, в которой режиссёр инсценировала собственное тело», а также «рефлексивное использование юмора» и «причудливость». Анджела Файлер утверждала, что фильм был назван «контрмемориалом» катастрофы рейса 182 авиакомпании Air India.

## Создание
Канадское национальное управление кинематографии выбрало Марджару для создания фильма о катастрофе рейса 182 авиакомпании Air India в 1994 году. Она провела исследование, посетив Труа-Ривьер и совершив одну поездку в Индию. Название является отсылкой к фильму 1985 года «Отчаянно ищу Сьюзен».
Марджара посвятила свой фильм жертвам рейса 182 авиакомпании Air India, включая Девиндер и Симу.

## Выпуск и критика
Первый показ фильма в Индии состоялся во время Мумбайского международного кинофестиваля.
В 1999 году фильм был признан «Выбором театральных критиков» по версии Chicago Reader. Фирдаус Али из Rediff написал, что фильм получил «восторженные отзывы». Гадихоке заявила, что в Индии фильм подвергся некоторой критике из-за восприятия его как «эгоцентричного»; Гадихоке утверждала, что это произошло потому, что в фильме использовались «стратегии, незнакомые документальному дискурсу в Индии того времени».
Фильм получил специальное упоминание от Planet Television на Международном фестивале документальных фильмов в Мюнхене в 2000 году. На кинофестивале в Локарно в 1999 году фильм получил престижную премию SRG SSR Award и премию Silver Pardino — Leopards of Tomorrow.